# Donaldson (Arkansas)
Donaldson – miasto w Stanach Zjednoczonych, w stanie Arkansas, w hrabstwie Hot Spring.